# ARX
ARX fue un sistema operativo Unix escrito en Modula-2 desarrollado por Acorn Computers en Reino Unido y por la Acorn Research Centre (ARC) de Palo Alto para su arquitectura de procesadores ARM RISC. 

La Acorn Research Centre fue comprada por Olivetti.
- Datos: Q281222